# Сёдерстрём, Хампус
Карл Хампус Сёдерстрём (швед. Karl Hampus Söderström; род. 7 ноября 2000, Эсмо, Стокгольм) — шведский футболист, полузащитник клуба «Хаммарбю Таланг».

## Карьера

### «Фрей»
Начинал заниматься футболом в клубе «Эсмо». Затем в период с 2017 по 2019 года был в структуре клуба «Хаммарбю». В январе 2020 года стал игроком клуба «Фрей». Дебютировал за клуб 17 июня 2020 года в матче против клуба «Карлслунд», выйдя в стартовом составе. В следующем матче 21 июня 2020 года против клуба «Ефле» Сёдерстрём забил свой дебютный гол. Вскоре закрепился в основной команде клуба, отличившись за сезон 9 забитыми голами и записал на свой счёт 4 результативные передачи, где 6 мячей забил со стандарта на расстоянии 30-35 метров. По окончании сезона Сёдерстрёмом интересовались «Хаммарбю», где он был воспитанником, а также английский «Брентфорд» и белорусский «Рух».

### «Рух» Брест
В декабре 2019 года перешёл в брестский «Рух», заключив контракт с клубом на 2 года, с опцией продления ещё на год. Начало сезона пропустил из-за травмы, получив перелом ноги. В распоряжение основной команды вернулся лишь в конце мая 2021 года. Дебютировал за клуб 23 июня 2021 года в матче кубка Белоруссии против бобруйской «Белшины». Свой дебютный матч в высшей лиге сыграл 27 июня 2021 года против «Слуцка». По итогу сезона сыграл лишь в 5 матчах во всех турнирах. Затем покинул клуб на правах свободного агента, из-за того, что белорусский клуб прекратил своё существование.

### «Соллентуна»
В марте 2022 года Сёдерстрём пополнил ряды клуба «Соллентуна». Дебютировал за клуб 3 апреля 2022 года в матче против клуба «Питео». Первым результативным действием отличился 26 июня 2022 года в матче против клуба «Тим Торен». Дебютный гол за клуб забил 1 августа 2022 года в матче против клуба «Хаммарбю Таланг». Закрепился в клубе, проведя в сезоне все матчи. Всего отличился 2 забитыми голами и результативной передачей. По окончании сезона покинул клуб на правах свободного агента. 

### «Шёвде»
В декабре 2022 года стал игроком шведского клуба «Шёвде». Дебютировал за клуб 19 февраля 2023 года в матче Кубка Швеции против «Мальмё», заработав на 78 минуте прямое удаление с поля. Первый матч в чемпионате сыграл 2 апреля 2023 года против клуба «Утсиктен», выйдя на замену на 73 минуте. Провёл за клуб 6 матчей во всех турнирах, результативными действиями не отличившись. Летом 2023 года покинул шведский клуб.

### «Хаммарбю Таланг»
В августе 2023 года футболист перешёл в шведский клуб «Хаммарбю Таланг». Дебютировал за клуб 2 сентября 2023 года в матче против клуба «Эребру Сирианска», выйдя на замену на 76 минуте. Дебютный гол за клуб забил 22 октября 2023 года в матче против клуба «Нордик Юнайтед». На протяжении сезона футболист был в клубе одним из ключевых игроков, отличившись забитым голом и результативный передачей. По итогу сезона вместе с клубом завершил чемпионат на итоговом девятом месте. По окончании срока действия контракта футболист покинул шведский клуб.
В начале 2024 футболист вернулся в распоряжение клуба. Новый сезон футболист начал 1 апреля 2024 года с матча против клуба «Карлстад», выйдя на поле в стартовом составе. Первым в сезоне забитым голом футболист отличился 14 апреля 2024 года в матче против клуба «Ассириска Фёренинген».